# Samira Gutoc
Samira Ali Gutoc, née le 19 décembre 1974, est une dirigeante civique, journaliste, écologiste, défenseure des droits des femmes et femme politique philippine. Elle est membre de l'Assemblée législative régionale de la région autonome en Mindanao musulmane et de la Comité de transition de Bangsamoro (en), chargée de rédiger la loi fondamentale de Bangsamoro,.
Elle est la fondatrice de l'Asian Peace Alliance associée à l'Asia-Pacific Peace Research Association (en), écrit pour Asian Muslim Action Network, et créé Ranao Rescue Team, un groupe de bénévoles qui aide les civils déplacés par la bataille de Marawi en proposant des missions de secours aux civils,,.
Elle réside à Marawi, appartient au groupe ethnique Maranao (en) et est adepte de l'Islam,. Elle se présente sans succès au Sénat en 2019, sous la coalition Otso Diretso (en), et en 2022, sous la coalition Aksyon Demokratiko.

## Jeunesse et éducation
Le père de Samira Gutoc, Candidato Gutoc, est un diplomate qui a gravi les échelons. En conséquence, Samira passe une grande partie de son enfance en Arabie saoudite, où son père est en poste, avant de poursuivre ses études à l'université des Philippines Diliman (UP Diliman).
Elle obtient son baccalauréat en communication audiovisuelle à l'UP, où elle devient présidente de l'Association des étudiants musulmans de l'UP et de l'Alliance des jeunes et étudiants musulmans de la métropole de Manille. Elle obtient ensuite une maîtrise en études internationales du Centre d'études internationales de l'université des Philippines puis une licence en droit de la faculté de droit de l'université Arellano en 2006. Elle obtient sa bourse du Centre d'Oxford au Royaume-Uni.

## Carrière

### Travaux législatifs à Mindanao

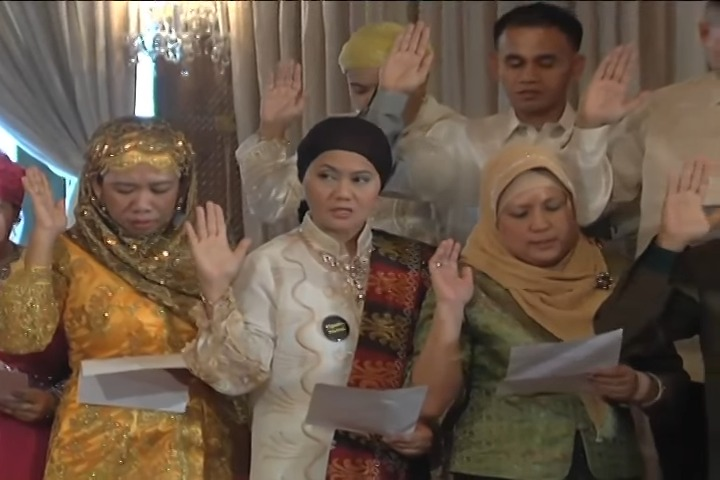
Gutoc prête serment en tant que membre de l'Assemblée de l'OCI de la 7e Assemblée de l'ARMM.

Gutoc est l'une des 27 membres responsables (OIC) de la 7e Assemblée de l'ARMM nommés par le président Benigno Aquino III le 8 mai 2012. Les responsables de l’OCI servent jusqu’aux élections de 2013,.
Le 10 février 2017, Gutoc est nommée par l'administration Rodrigo Duterte comme membre de la Commission de transition de Bangsamoro chargée de rédiger la loi fondamentale de Bangsamoro. Cependant, elle démissionne le 29 mai de cette année-là, invoquant sa désapprobation de la gestion du siège de Marawi par le gouvernement, la déclaration de la loi martiale et la plaisanterie de Duterte selon laquelle il assumerait la responsabilité des soldats qui commettent des viols pendant la loi martiale,.

### Campagne électorale sénatoriale

#### Élections de 2019
Le 11 octobre 2018, Gutoc-Tomawis annonce et dépose sa candidature au poste de sénatrice pour les élections de mai 2019. Elle est membre de l'ensemble politique Otso Diretso (en), une coalition d'opposition dirigée par le Parti libéral contre l'administration Duterte. Cependant, ils ne réussissent pas à obtenir un siège au Sénat.
Elle présente son programme en faveur de l’éducation à la paix, du divorce, des droits des musulmans, des droits des femmes et des droits de l'enfant. Elle s'oppose à l'abaissement de l'âge minimum de responsabilité pénale et prend position contre la loi martiale en vigueur à Mindanao,,.
Le 19 juillet 2019, le PNP – Criminal Investigation and Detection Group (CIDG) porte plainte contre Gutoc et d'autres membres de l'Otso Diretso électoral pour « sédition, cyberdiffamation, diffamation, estafa, hébergement d'un criminel et obstruction à la justice ». Les accusés, dont Gutoc, seraient liés à la série vidéo The Real Narcolist de Bikoy qui, selon le PNP-CIDG, contient de « fausses informations » destinées à rallier les gens contre l'administration du président Rodrigo Duterte et à assurer l'accession de Leni Robredo à la vice-présidence,.

#### Élections de 2022

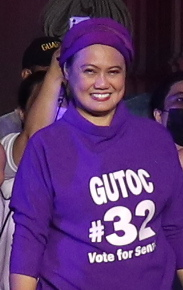
Samira Gutoc en 2022.

Gutoc-Tomawis rejoint Aksyon Demokratiko le 9 août 2021 et est nommée membre de son conseil exécutif national. Elle est admise au parti en tant que représentante des musulmans philippins, des marginalisés et des femmes. Selon Gutoc, elle a rejoint le parti parce qu'elle est fan du fondateur d'Aksyon, Raul Roco (en), et de son manifeste Agenda of Hope,. Le 3 octobre, elle dépose sa candidature pour les élections sénatoriales de 2022. Elle est également nommée candidate invitée de la liste sénatoriale des défenseurs du travail et de l'écologie pour la démocratie (LEAD) d'un autre candidat à la présidence, Leody de Guzman (en).

### Siège de Marawi
Gutoc-Tomawis est une résidente de Marawi lorsque le siège de Marawi en 2017. Afin de mettre en lumière la situation des évacués, leurs droits et leur situation humanitaire, elle devient une personne ressource pour le Wall Street Journal, le Washington Post, le New York Times et est également apparue sur Al Jazeera.

#### Organisations
Pendant le siège de Marawi en 2017, Gutoc-Tomawis créé l'équipe de sauvetage de Ranao, un groupe de bénévoles qui aide les civils déplacés par la bataille de Marawi en proposant des missions de secours,,.
En 2020, elle cofonde Ako Bakwit, Inc. avec Nazh-Far Mariwa Berganio, une organisation qui vise à promouvoir et à protéger les droits et le bien-être des personnes déplacées à l'intérieur du pays.

## Autres affiliations
Gutoc-Tomawis a écrit la chronique « A Girl From Marawi » qui paraissait tous les samedis sur The Philippine Business and News.
Elle anime également The Voice et The Voiceless au Filipinos World en partenariat avec The Manila Times et Mafe Management Consultancy.

## Récompenses
- 2023 : Citée comme l'une des musulmanes les plus influentes au monde - The Muslim 500 par le Centre royal d'études stratégiques islamiques du Royaume hachémite de Jordanie[33].
- 2019 : Lauréate du prix de la meilleure femme au service de la nation pour la défense de la paix décerné par la Fondation TOWNs[34].
- 2018 Lauréate du prix N-Peace du Programme des Nations Unies pour le développement pour son activisme[35].
- 2001 : Lauréate du prix TOYM (The Outstanding Youngmen) pour le développement de la jeunesse par JCI Philippines[36].